# Стенка (Харьковская область)
Стенка (укр. Стінка) — село,
Петровский сельский совет,
Купянский район,
Харьковская область, Украина.
Код КОАТУУ — 6323785008. Население по переписи 2001 года составляет 11 (5/6 м/ж) человек.

## Географическое положение
Село Стенка находится на левом берегу реки Сенек,
примыкает к селу Тамаргановка,
ниже по течению на расстоянии в 2 км расположено село Осиново,
на противоположном берегу — село Прокоповка.
Рядом проходит автомобильная дорога, на расстоянии в 1 км находится станция Прокофьевка.

## История
- 1937 — дата основания.